# Serokomla (gmina)
Serokomla – gmina wiejska w województwie lubelskim, w powiecie łukowskim. W latach 1975–1998 gmina położona była w województwie siedleckim.
Siedziba gminy to Serokomla.
Według danych z 30 czerwca 2004 gminę zamieszkiwało 4161 osób.
Gmina powstała za Królestwa Polskiego w powiecie łukowskim w guberni siedleckiej 13 stycznia 1870 z obszaru pozbawionej praw miejskich Serokomli oraz z części zniesionej gminy Charlejów.

## Struktura powierzchni
Według danych z roku 2002 gmina Serokomla ma obszar 77,23 km², w tym:
- użytki rolne: 81%
- użytki leśne: 13%

Gmina stanowi 5,54% powierzchni powiatu.

## Demografia

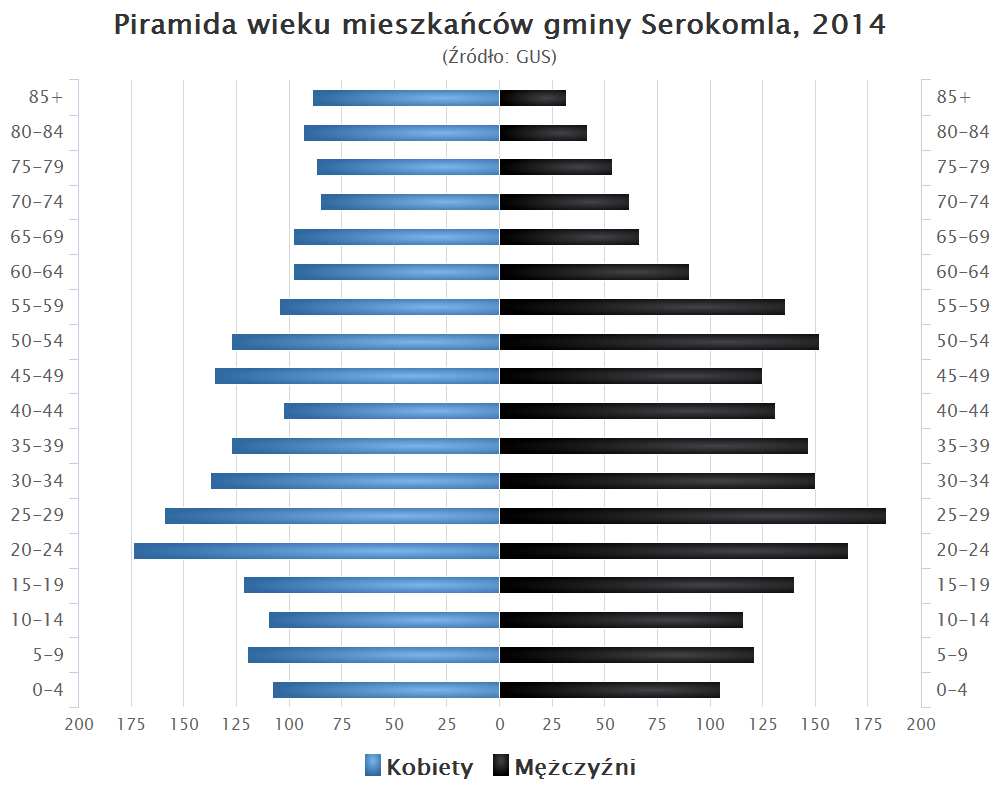
Piramida wieku mieszkańców gminy Serokomla w 2014 roku

## Demografia[8]
Dane z 30 czerwca 2004:
| Opis                              | Ogółem | Ogółem | Kobiety | Kobiety | Mężczyźni | Mężczyźni |
| --------------------------------- | ------ | ------ | ------- | ------- | --------- | --------- |
| jednostka                         | osób   | %      | osób    | %       | osób      | %         |
| populacja                         | 4161   | 100    | 2134    | 51,3    | 2027      | 48,7      |
| gęstość zaludnienia (mieszk./km²) | 53,9   | 53,9   | 27,6    | 27,6    | 26,2      | 26,2      |

## Sołectwa
Bielany Duże, Bronisławów Duży, Charlejów, Czarna, Ernestynów, Hordzież, Józefów Duży, Krzówka, Leonardów, Nowa Ruda, Pieńki, Poznań, Ruda, Serokomla, Wola Bukowska, Wólka.
Wieś bez statusu sołectwa: Bronisławów Mały. 

## Sąsiednie gminy
Adamów, Jeziorzany, Kock, Wojcieszków